# Дългопера мако
Дългоперата мако (Isurus paucus) е вид хрущялна риба от семейство Селдови акули (Lamnidae). Видът е световно застрашен, със статут Уязвим.

## Разпространение
Разпространен е в Австралия (Куинсланд и Нов Южен Уелс), Бразилия, Гана, Гвинея-Бисау, Западна Сахара, Испания (Канарски острови), Куба, Либерия, Мавритания, Мадагаскар, Мароко, Микронезия, Науру, Португалия, Провинции в КНР, САЩ (Калифорния, Флорида и Хавайски острови), Соломонови острови, Тайван и Япония.